# Кульчумово
Кульчу́мово (рос. Кульчумово) — село у складі Сарактаського району Оренбурзької області, Росія.

## Населення
Населення — 327 осіб (2010; 369 у 2002).
Національний склад (станом на 2002 рік):
- татари — 83 %